# Anii 1050

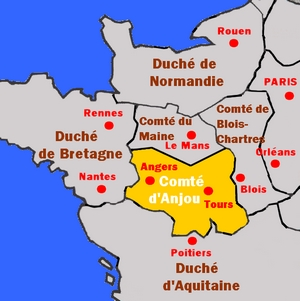
Hartă a ducatelor și regiunilor Francee în anul 1050

Secole: Secolul al X-lea - Secolul al XI-lea - Secolul al XII-lea
Decenii: Anii 1000 Anii 1010 Anii 1020 Anii 1030 Anii 1040 - Anii 1050 - Anii 1060 Anii 1070 Anii 1080 Anii 1090 Anii 1100
Ani: 1050 1051 1052 1053 1054 1055 1056 1057 1058 1059

## Evenimente
- 1054 - Marea Schismă dintre bisericile creștine occidentale și orientale.